# Großschweidnitz
Großschweidnitz är en kommun och ort i Landkreis Görlitz i förbundslandet Sachsen i Tyskland. Kommunen har cirka 1 200 invånare.
Kommunen ingår i förvaltningsområdet Löbau tillsammans med kommunerna Lawalde, Löbau och Rosenbach.